# Leo Bittremieux

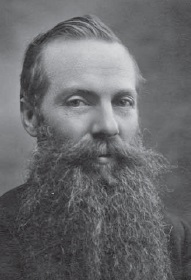
Leo Bittremieux (1926)

Leo Bittremieux (geb. 4. September 1880 in Sijsele, Westflandern, Belgien; gest. 21. September 1946 in Boma, Belgisch-Kongo) war ein belgischer Scheut-Missionar, d. h. ein Mitglied des römisch-katholischen Männerordens Kongregation vom Unbefleckten Herzen Mariens (lat.: Congregatio Immaculati Cordis Mariae; Ordenskürzel: CICM). Durch seine Missionsarbeit in Afrika wurde er zum Ethnologen und Sprachwissenschaftler.

## Leben
Bittremieux arbeitete für einige Zeit im westlichen Kongo, im Mayombe-Land, in einem Waldgebiet des damaligen Belgisch-Kongo, nördlich der Kongo-Mündung. Neben seiner Missionsarbeit studierte er die Landesbewohner auch aus einer soziologischen und anthropologischen Perspektive und er veröffentlichte einiges zu den Sprachen des Mayombe-Landes. Er wandte sich gegen die Bemühungen seiner Kongregation für die Popularisierung der afrikanischen Verkehrs- und Handelssprache Lingála. Im Ersten Weltkrieg war er für einige Zeit als Kaplan in Kamerun tätig. Bittremieux sammelte rituelle Figuren und Objekte der Mayombe und bestückte damit über viele Jahre Sammlungen der belgischen Museen.
Leo Bittremieux war der Bruder des Theologen Jozef Bittremieux.

## Publikationen
- De geheime sekte der Bakhimba's, Leuven, J.Reekmans-Vanderwaeren 1911
- Mayombsche namen (1911, 2e ed. 1934).
- Mayombsche penneschetsen, Brugge-Sint-Michiel, 1914
- Mayombsche Sprokkelingen, 1920
- Vertellingen uit Mayombe, 1923
- Mayombsch Idioticon. Gent, 1923. 2 vols. Kon. Vlaamsche Academie voor Taal- & Letterkunde, 7 / Teil III: Verbeteringen en aanvullingen, Plantkundige woordenlijsten en Zakenregister. Verlag, Brussel, 1927
- Mayombsche Volkskunst (1924).
- Vertellingen uit Mayombe (1924).
- Van een Ouden Blinden Hoofdman, 1925
- Wit en zwart : Schetsen en verhalen uit de Kongo-Missie. Leuven : Vlaamsche Drukkerij, 1930
- Zielezangen. Leuven, 1930. Met portret. 115 Blz.
- Mayombsche Namen. Leuven, 1934 (Buchhandelslink)
- La société secrète des Bakhimba au Mayombe. Bruxelles : Falk, 1936 (Mémoires / Institut Royal Colonial Belge, Section des Sciences Techniques / Institut Royal Colonial Belge <Brüssel> / Section des Sciences Techniques. – Bruxelles : Inst., 1935 ; 5,3)
- Ce que je pense de l'art indigène?, Lophem, in: "Artisan Liturgique", 1936
- La société secrète des Bakhimba au Mayombe (1936).
- Symbolisme in de Negerkunst, Brussel  , Vromant 1937 ("Bibliothèque Congo – Congo bibliotheek. Nouvelle série-Nieuwe reeks" nr.)
- De Kongoleesche spraakkunst op nieuwe banen, 1937
- Woordkunst der Bayombe. Lied en spel, dans en tooneel in Beneden-Kongo, 1937, "Leuvense studieën en tekstuitgaven"